# Port Graham (Alaska)
Port Graham es un lugar designado por el censo ubicado en el borough de Península de Kenai en el estado estadounidense de Alaska. En el año 2000 tenía una población de 171 habitantes y una densidad poblacional de 11,1 personas por km².

## Geografía
Port Graham se encuentra ubicada en las coordenadas 59°20′52″N 151°50′0″O / 59.34778, -151.83333.

## Demografía
Según la Oficina del Censo en 2000 los ingresos medios por hogar en el lugar designado por el censo eran de $40.250, y los ingresos medios por familia eran $43.438. Los hombres tenían unos ingresos medios de $36.250 frente a los $14.250 para las mujeres. La renta per cápita para el lugar designado por el censo era de $13.666. Alrededor del 18,8% de la población estaban por debajo del umbral de pobreza.